# Tchopa
Tchopa, soopa – tradycyjny taniec ofiarny wykonywany przez przedstawicieli grupy etnicznej Lomwe zamieszkującej południowo-wschodnią część Republiki Malawi.
W 2014 roku decyzją obradującego w Paryżu Międzyrządowego Komitetu ds. Ochrony Niematerialnego Dziedzictwa Kulturowego taniec tchopa wpisany został na listę reprezentatywną niematerialnego dziedzictwa kulturowego UNESCO.

## Charakterystyka

Lokalizacja Regionu Południowego na mapie Malawi

Taniec tchopa (znany również jako soopa) to rodzaj sztuki widowiskowej, który jest szeroko rozpowszechniony wśród społeczności Lomwe zamieszkującej wioski położone w południowo-wschodniej części Malawi, w Regionie Południowym, na wschód od rzeki Shire; głównie w dystrykcie Phalombe, a także Chiradzulu, Mulanje, Thyolo i Zomba.
Taniec wykonywany jest zazwyczaj w ramach uroczystości dziękczynnych z okazji zakończenia udanych zbiorów i polowań, ale także podczas składania ofiar duchom przodków w przypadku klęsk żywiołowych, takich jak epidemie czy susze. Członkowie społeczności gromadzą się wówczas w lesie pod drzewem mpoza (roślina z gatunku Annona senegalensis) i za pośrednictwem duchów swoich przodków modlą się do Boga o deszcz, wykonując rytualny taniec od rana aż do zmierzchu. Po udanych zbiorach również zbierają się pod mpoza, tym razem dziękując Bogu. W ramach ofiary dziękczynnej przynoszą ze sobą jedzenie, takie jak słodki napój thobwa otrzymywany z mąki z prosa oraz potrawę nsima z mąki kukurydzianej, a także zwierzęta gospodarskie. Tchopa jednoczy społeczność w trudnych chwilach, np. żałoby. Wykonywana jest też po ukończeniu szkoły jako rytuał przejścia z dzieciństwa do dorosłości zarówno przez chłopców, jak i dziewczęta.
Taniec tchopa wymaga specjalnych umiejętności tanecznych i wokalnych, stąd pierwotnie wykonywany był jedynie przez starszych mężczyzn i starsze kobiety ludu Lomwe. Współcześnie do udziału w tradycji zachęca się również dzieci, a wiedza o tańcu i umiejętność jego wykonywania przekazywane są z pokolenia na pokolenie podczas sesji treningowych, okazjonalnych występów i festiwali, a także w ramach zajęć fakultatywnych w szkołach podstawowych.
Każda wioska ma swoją grupę tancerzy tchopa, którą podczas uroczystości anonsuje wódz danej wioski. Wykonanie tchopa przebiega przy akompaniamencie trzech rodzajów bębnów różnej wielkości – mbera (największego), khwinyale (średniego) oraz namalema (najmniejszego). Taniec wykonuje maksymalnie 20–30 tancerzy ustawionych w kręgu, którzy zamieniają się co jakiś czas miejscami. Część z nich przynosi ze sobą worki z narzędziami rolniczymi, sprzętem myśliwskim, skórami zwierząt, kukiełkami oraz starymi naczyniami kuchennymi, często trzymają w ręku również noże, siekiery, włócznie i miotełki do odganiania much. Wykonawcy tańca tradycyjnie nosili kostiumy zwane zibiya składające się z wykonanych z liści palmowych spódnic, nakryć głowy ze skór zwierzęcych i piór ptaków oraz owiniętych wokół kostek maseche (membranofonów przypominających tamburyny). Współcześnie tancerze zakładają jednak również stroje wykonane z innych materiałów.
Oprócz tancerzy postaciami ważnymi dla podtrzymania tradycji są twórcy strojów i instrumentów, muzycy oraz starsze kobiety przygotowujące jedzenie i piwo przeznaczone na ofiarę.